# Chromis weberi
Chromis weberi Fowler e Bean, 1928 è un pesce osseo appartenente alla famiglia Pomacentridae e alla sottofamiglia Chrominae.

## Distribuzione e habitat
Chromis weberi ha un areale che comprende buona parte dell'Indo-Pacifico tropicale dal mar Rosso alle Sporadi Equatoriali e a Pitcairn a est, a nord fino al Giappone meridionale e a sud fino alla nuova Caledonia.
Vive nei pressi delle barriere coralline, sul lato che dà sull'oceano o nei canali mentre non colonizza le lagune.
Vive a profondità comprese fra 3 e 40 metri.

## Descrizione
L'aspetto è quello tipico del genere Chromis. La colorazione è chiara uniforme con riflessi metallici. Le scaglie dei fianchi hanno un bordo scuro, di solito poco visibile. I lobi della pinna caudale hanno la punta nera e una piccola macchia nera è situata alla base della pinna pettorale. Una striatura subverticale scura è sull'opercolo branchiale.
Raggiunge i 13,5 cm di lunghezza.

## Biologia

### Comportamento
Vive solitario o in piccoli gruppi (talvolta anche molto grandi).

### Alimentazione
Si ciba di zooplancton.

### Riproduzione
È una specie ovipara, le uova aderiscono al fondale e vengono sorvegliate dal maschio.